# San Romano Martire (titre cardinalice)
Le titre cardinalice de San Romano Martire (Saint Romain martyr) est érigé par le pape François le 14 février 2015. Il est attaché à l'église San Romano Martire située dans le quartier de Pietralata, au nord-est de Rome. 

## Titulaires
| - Berhaneyesus Demerew Souraphiel depuis 2015 |